# Lawana hyalina
Lawana hyalina är en insektsart som först beskrevs av Schmidt 1904.  Lawana hyalina ingår i släktet Lawana och familjen Flatidae. Inga underarter finns listade i Catalogue of Life.